# 朝倉鉄蔵
朝倉 鉄蔵（旧字体：朝󠄁倉 鐵藏、あさくら てつぞう、1849年10月24日（嘉永2年9月9日）- 1935年（昭和10年）12月5日）は、明治から大正期の養蚕家、実業家、政治家。衆議院議員、福島県会議長、福島県伊達郡立子山村長。

## 経歴
陸奥国伊達郡立子山村（福島県伊達郡立木村、立子山村を経て現福島市立子山）で豪農の家に生まれる。漢籍を修めた。農蚕業を営む。
自由民権運動に加わり、河野広中と共に活動を行う。伊達郡会議員、同議長、福島県会議員、同議長、立子山村長などを務めた。
また、産業振興に尽力し、福島共同荷造所を設立し、伊達郡、信夫郡、安達郡の三郡の生糸の品質を統一して輸出を行い、川俣羽二重の振興のため福島県絹織物組合組長に就任した。
1904年（明治37年）3月、第9回衆議院議員総選挙（福島県郡部、憲政本党）で当選し、衆議院議員に1期在任した。